# Tu hú chùm
Tu hú chùm, lõi thọ hải nam hay lõi thọ rừng (danh pháp hai phần: Gmelina hainanensis) là một loài thực vật thuộc họ Lamiaceae. Loài này có ở Trung Quốc và Việt Nam. Chúng hiện đang bị đe dọa vì mất môi trường sống.